# Michel Léonard Béguine
Michel Léonard Béguine, né le 9 août 1855 à Uxeau (Saône-et-Loire) et mort le 29 mars 1929 dans le 14e arrondissement de Paris, est un sculpteur français. 

## Biographie
Le père de Michel Léonard Béguine est instituteur à Uxeau. Il entre à l'École des beaux-arts de Paris où il est l'élève d'Aimé Millet et d’Auguste Dumont. En 1878, il obtint une mention honorable au Salon des artistes français, puis une médaille de seconde classe en 1887. Après une médaille d‘argent à l'Exposition universelle de 1889 et à celle de 1900, et une bourse de voyage aux États-Unis, il est classé hors-concours en 1893 à l’Exposition universelle de Chicago. Une médaille de 1re classe au Salon de 1902 couronne sa carrière.
Il est nommé chevalier de la Légion d'honneur le 4 octobre 1904.
Mort dans son domicile parisien le 29 mars 1929, Michel Léonard Béguine est inhumé à Paris au cimetière du Montparnasse.
Pour ses statuettes d'édition, il est considéré comme un précurseur de l'Art nouveau.

## Œuvres dans les collections publiques

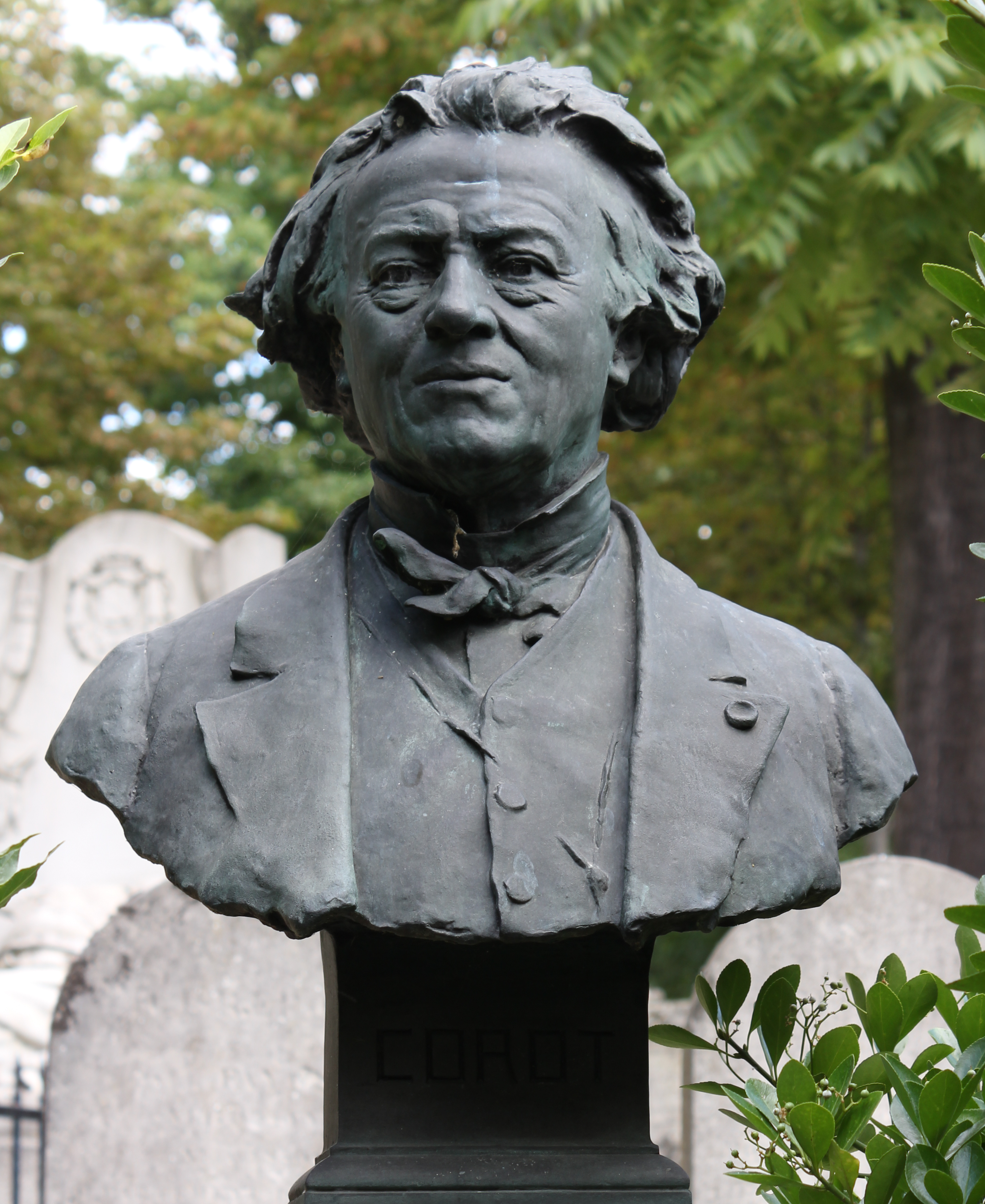
Jean-Baptiste-Camille Corot (1899), Paris, cimetière du Père-Lachaise.

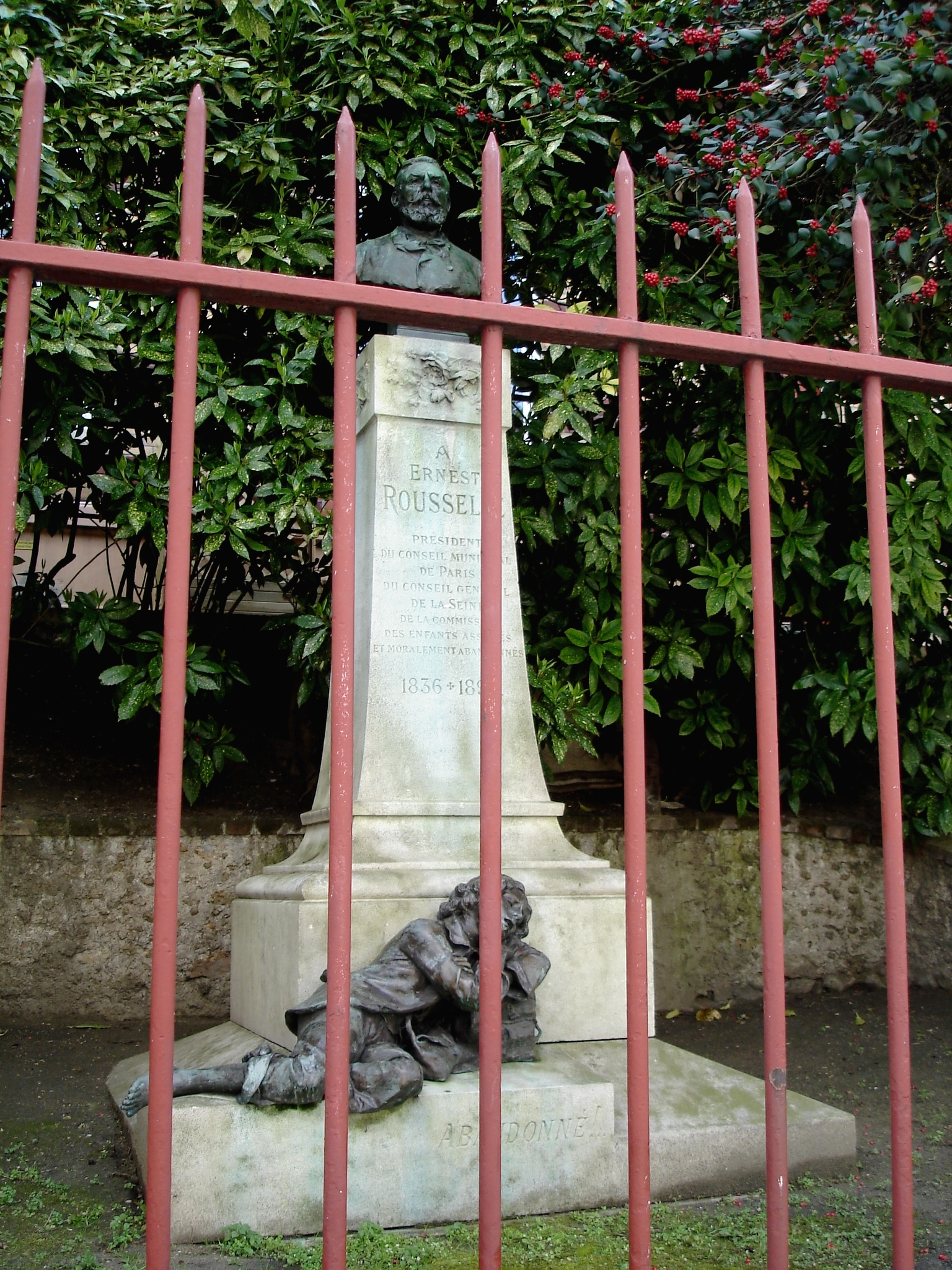
Monument à Ernest Rousselle (1901), Paris, boulevard Auguste-Blanqui.

- Autun, musée Rolin : David vainqueur, 1887, statue en bronze. Le modèle en plâtre fut présenté au Salon de 1883.
- Bourbon-Lancy :
  - avenue Ferdinand-Sarrien :
    - Monument aux morts de 1870, ou À la mémoire des enfants du canton de Bourbon-Lancy, morts pour la patrie, 1904, statue en bronze[2] ;
    - Monument aux morts de 14-18, ou La Victoire, 1924, statue en bronze[3].

  - musée Saint-Nazaire : L'Étreinte, groupe en pierre.
- Bretenoux : Monument aux morts de 14-18, ou L’Âme des ruines, 1924, statue en bronze[4].
- Paris :
  - boulevard Auguste-Blanqui : Monument à Ernest Rousselle[5], 1901, bronze[6].
  - cimetière du Père-Lachaise : Jean-Baptiste-Camille Corot, 1899, buste en bronze ornant la tombe du peintre.
  - faculté de droit : Robert-Joseph Pothier, buste en pierre, commande de la Ville de Paris.
  - faculté de médecine Paris-Descartes : Jean-Baptiste Dumas, buste en marbre.
  - Grand Palais, façade : L’Art grec, 1900, statue en pierre.
  - musée Carnavalet : Charles Delescluze, buste en bronze, commande par la Ville de Paris.
  - palais Galliera, musée de la mode de la ville de Paris : Charmeuse, Salon de 1889, statue marbre. Cette statue a été ensuite éditée en bronze par la Maison Siot-Decauville.
  - place Martin-Nadaud : Le Printemps, 1907, statue en bronze, envoyé à la fonte sous le régime de Vichy[7]. Le modèle en plâtre fut présenté au Salon de 1895.
- Poligny, musée municipal : La Douleur, 1878, statue en plâtre.
- Trun : Monument aux morts, 1921[8].

- localisation inconnue : Jean-Baptiste Corot, buste en marbre, acquis par l’État[réf. nécessaire].